# Claudia Ștef

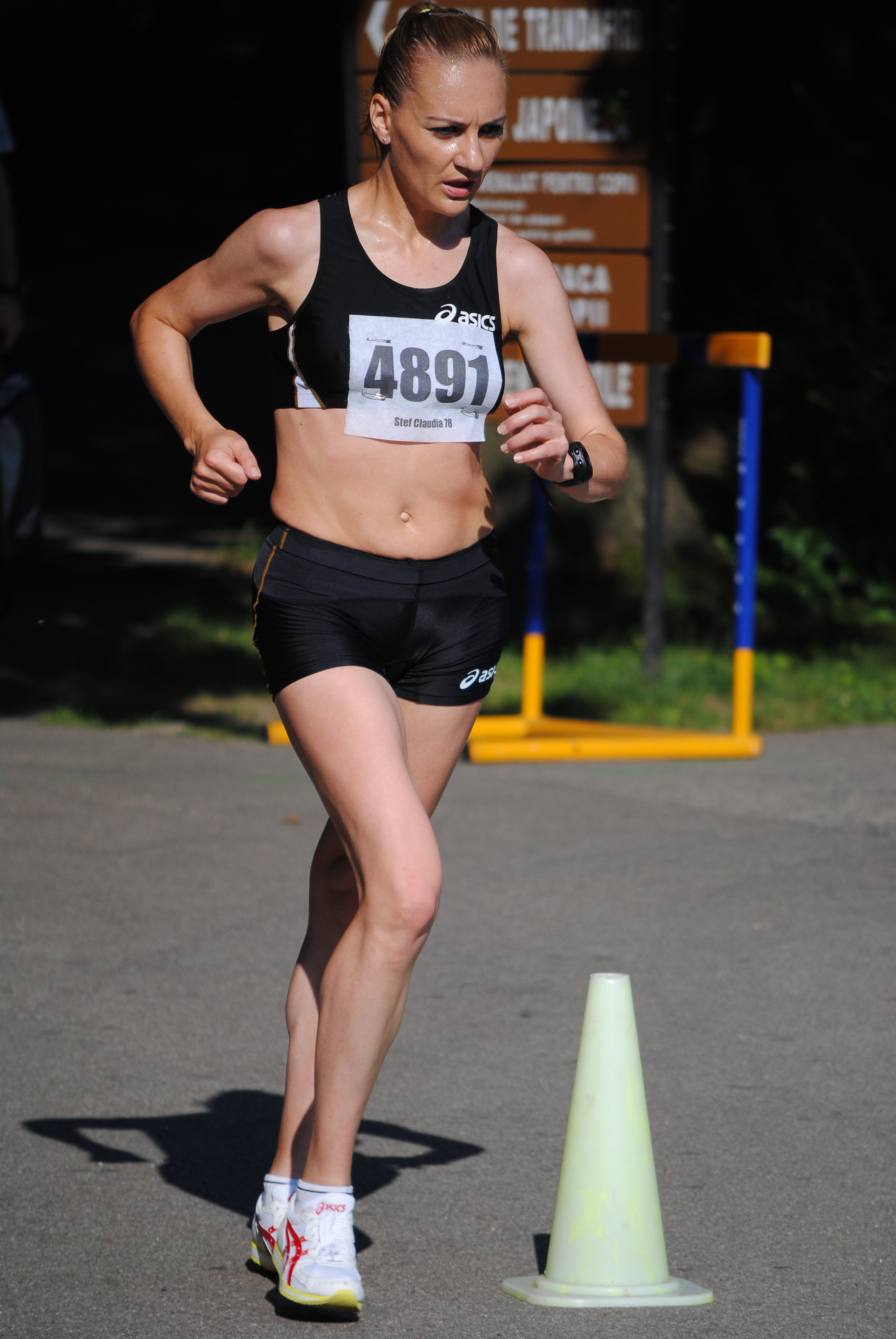
Claudia Ștef 2011

Claudia Nicoleta Ștef, geborene Iovan, (* 25. Februar 1978 in Craiova) ist eine rumänische Geherin.
Im 5000-Meter-Gehen wurde Claudia Iovan 1996 Dritte bei den Juniorenweltmeisterschaften. 1997 wurde sie auf der gleichen Distanz Junioreneuropameisterin. Im 10-km-Gehen belegte sie in 44:10 Minuten Platz 12 bei den Europameisterschaften 1998 in Budapest. 1999 gewann Claudia Iovan über 10 km bei der Universiade und wurde im 20-km-Gehen Elfte bei den Weltmeisterschaften in Sevilla.
Am 30. Januar 1999 stellte Claudia Iovan in Bukarest einen Hallenweltrekord im 3000-Meter-Gehen mit 11:40,33 Minuten auf. Diese Leistung wurde zwar 2003 von der Irin Gillian O’Sullivan mit 11:35,34 Minuten unterboten, aber deren Leistung wurde nicht als offizieller Weltrekord anerkannt.
Am 20. Mai 2000 wurde Claudia Iovan positiv auf Doping getestet und in der Folge für zwei Jahre gesperrt.
Bei den Europameisterschaften 2002 in München wurde Claudia Iovan Fünfte über 20 km in 1:29:57 Stunden. Den gleichen Platz belegte sie als Claudia Stef, sie hatte ihren Trainer Sebastian Stef geheiratet, bei den Weltmeisterschaften 2003 in Paris/Saint-Denis. Dabei stellte sie ihre persönliche Bestzeit von 1:29:09 Stunden auf. Zwei Jahre später bei den Weltmeisterschaften in Helsinki wurde sie in 1:30:07 Stunden Achte. Bei den Europameisterschaften 2006 in Göteborg belegte sie in 1:29,27 Stunden Platz fünf, bei den Weltmeisterschaften 2007 in Osaka Platz sechs. Bei den Olympischen Sommerspielen 2012 in London belegte sie Rang 38 in 1:33:56 Stunden. Bei den Olympischen Sommerspielen 2016 in Rio war sie auf dem 57. Platz.
Claudia Ștef ist 1,60 m groß und wiegt 48 kg.

## Bestleistungen
- 3000 m (Halle): 11:40,33 min, 30. Januar 1999, Bukarest
- 5000 m: 20:30,8 min, 19. Juni 1999, Istanbul
- 10 km: 42:35 min, 15. September 2002, Alba Iulia
- 20 km: 1:27:41 h, 5. Juni 2004, La Coruña